# Riche et respectable
Pour plus de détails, voir Fiche technique et Distribution.
Riche et respectable (Ab morgen sind wir reich und ehrlich) est une comédie policière germano-austro-italienne réalisée par Franz Antel et sortie en 1976.

## Synopsis
Michael Jannacone, dit « Mike », a pris une retraite bien méritée dans le petit village des Abruzzes du nom de Roccasecca. Autrefois, il jouissait aux États-Unis d'une réputation de parrain de la mafia tout-puissant. Il veut désormais profiter de sa retraite dans son ancienne patrie, l'Italie. Il n'a réussi à quitter les Etats-Unis que parce qu'il possède des bandes sonores compromettantes d'hommes politiques américains, ce qui lui permet d'incriminer lourdement le sénateur Shelton, actuellement en campagne électorale pour la présidence. Ces bandes constituent l'assurance vieillesse de Jannacone, elles sont stockées dans le coffre-fort de la banque du village voisin de Roccafreddo. Or, Jannacone est un chef de gang extrêmement vaniteux. Il a écrit ses mémoires et, depuis que sa maîtresse Polly lui en a donné l'idée, Jannacone a l'intention de faire un film sur ce qu'il considère comme sa « grande » vie d'ancien caïd — avec Polly dans le rôle principal féminin, bien sûr. Pour ce projet coûteux, Mike a besoin de l'argent nécessaire, et c'est le sénateur Shelton qui doit l'aider à l'obtenir. Peu consciencieux sur le moyen d'obtenir un financement, Jannacone recourt à la méthode éprouvée du chantage et tente désormais de faire pression sur Shelton. Pour augmenter encore la pression, la fille de Shelton, Moira, est finalement enlevée par un petit malfrat local.
Le tournage commence bientôt. Pendant le tournage du premier braquage de banque de Jannacone, une mésaventure lourde de conséquences se produit : Mario et Nino, deux jeunes acteurs moyennement talentueux et plutôt idiots, arrivent sur le mauvais lieu de tournage. Ils ont confondu Roccasecca avec Roccafreddo et deviennent ainsi involontairement de véritables braqueurs de banque, sans équipe de tournage. Lors de leur grande razzia, ils s'emparent rapidement de l'assurance vieillesse de Jannacone, des papiers compromettant Shelton. Cela n'échappe pas à quelques vrais mafieux. Une chasse effrénée aux papiers commence. Les vrais malfrats, mandatés par le successeur de Jannacone aux Etats-Unis, exigent qu'ils tuent sans hésiter le parrain de la mafia à la retraite. De son côté, Jannacone poursuit les deux braqueurs malgré eux, car il veut récupérer son « assurance vie ». Après d'innombrables rebondissements et confusions, Jannacone récupère les cassettes. Et le cascadeur Nino a trouvé dans le chaos des événements le temps et l'occasion de tomber amoureux de Moira, qui lui rend même ses sentiments.

## Fiche technique
- Titre original : Ab morgen sind wir reich und ehrlich[1]
- Titre italien : I soliti ignoti colpiscono ancora[2]
- Titre français : Riche et respectable[3]
- Réalisation : Franz Antel
- Scénario : Sauro Scavolini, Willy Pribil
- Musique : Armando Trovajoli
- Décors : Ferry Windberger
- Photographie : Guglielmo Mancori (it)
- Montage : Josip Duiella
- Production : Karl Spiehs
- Sociétés de production : Neue Delta Filmproduktionsgesellschaft (Vienne), Cinema 77 Beteiligungs & Co. Zweite Produktions KG (Berlin), TV 13 Fernseh- und Filmgesellschaft (Munich), San Nicola Produzione Cinematografica (Rome)
- Sociétés de distribution : Twentieth Century Fox (Allemagne de l'Ouest)
- Pays de production :  Allemagne de l'Ouest,  Autriche,  Italie
- Langue originale : allemand
- Format : couleurs (Eastmancolor) - 35 mm - 1,66:1 - Son mono
- Genre : comédie policière
- Durée : 82 minutes
- Dates de sortie :
  - Italie : 2 avril 1976
  - Autriche : 1977
  - Allemagne de l'Ouest : 17 juin 1977

## Distribution
- Angelo Infanti : Nino
- Vittorio Caprioli : le « baron »
- Arthur Kennedy : Mike Jannacone
- Carroll Baker : Polly Pott
- Curd Jürgens : Sénateur Shelton
- Silvia Dionisio : Moira Shelton
- Christine Kaufmann : Scriptgirl Biggy
- Gabriele Tinti : le patron
- Elisabeth Fallenberg : sa partenaire
- Werner Pochath : son « bourreau »
- Maurice Kaufmann : le réalisateur de films
- Herb Andress : son assistant
- Luigi Bonos : l'accessoiriste
- Franco Diogene : Le propriétaire du garage
- Sonja Jeannine : sa fille
- Marika Mindszenty : une femme qui a perdu la tête